# Ordre de Saint-Étienne, pape et martyr
Pour les articles homonymes, voir Ordre de Saint-Étienne.
L'ordre sacré et militaire de Saint-Étienne, pape et martyr (en italien : Insigne Sacro Militare Ordine di Santo Stefano Papa e Martire) est un ordre religieux chevaleresque d'origine pontificale (bulle His quae du 1er février 1562 de Pie IV), avec une double personnalité juridique, qui est canonique (actuellement « Associazione pubblica di fedeli di fondazione pontificia ») et civile. Il est décerné par la maison grand-ducale de Toscane, tout comme l'ordre de Saint-Joseph et l'ordre du mérite civil et militaire (it).

## Histoire
Après plusieurs tentatives de Cosme de Médicis, duc de Florence et de Sienne (comme un suzerain impérial), ce n'est qu'avec l'accession au trône pontifical du pape Pie IV, favorable à la Maison de Médicis, que peut être fondé l'ordre de Saint-Étienne pape et martyr, consacré sous la règle de saint Benoît, pour certains historiens en mémoire de la victoire remportée sur les Français du maréchal Strozzi le 2 août 1554 à Marciano della Chiana, jour de la saint Étienne, pape et martyr; pour d'autres, en mémoire de la victoire de Cosme Ier de Médicis à la bataille de Montemurlo (1er août 1537).
C'est le pape Pie IV qui, avec la bulle pontificale His quae du 1er février 1562 décrète la constitution (perpetuo erigimus ac instituimus) et approuve le statut de l'ordre (statuimus ac ordinamus), confiant le grand magistère (ufficio ecclesiastico) in affidamento (perpetuo constituimus et deputamus) à Cosme de Médicis duc de Florence puis grand-duc de Toscane et à ses successeurs, ainsi l'ordre a un statut quasi religieux. Le premier grand-maître en est Cosme puis ses successeurs à la tête du grand-duché de Toscane, appartenant dans un premier temps à la maison de Médicis puis à la Maison de Habsbourg-Lorraine.
Le premier siège de l'ordre est à Portoferraio sur l'île d'Elbe, puis à Pise. La piazza dei Cavalieri tient son nom de cet ordre, ainsi que l'église Santo Stefano dei Cavalieri à Pise. Les insignes de l'ordre sont la croix rouge à huit pointes bordée d'or sur fond blanc, parée de lys d'or. Ses chevaliers étaient des nobles, militaires, chevaliers de justice, servants et frères d'armes (« nobili, militari, Cavalieri di Giustizia, serventi e fratelli d'armi ») et pour être acceptés dans l'ordre, ils devaient démontrer quatre grades de noblesse paternelle et maternelle.
Le succès de l'ordre est grand et sa réputation dépasse les frontières de la Toscane, jusque dans les autres États italiens et à l'étranger. Sa mission était de débarrasser la Méditerranée des pirates musulmans et les chrétiens de l'esclavage ottoman.

### Campagnes militaires

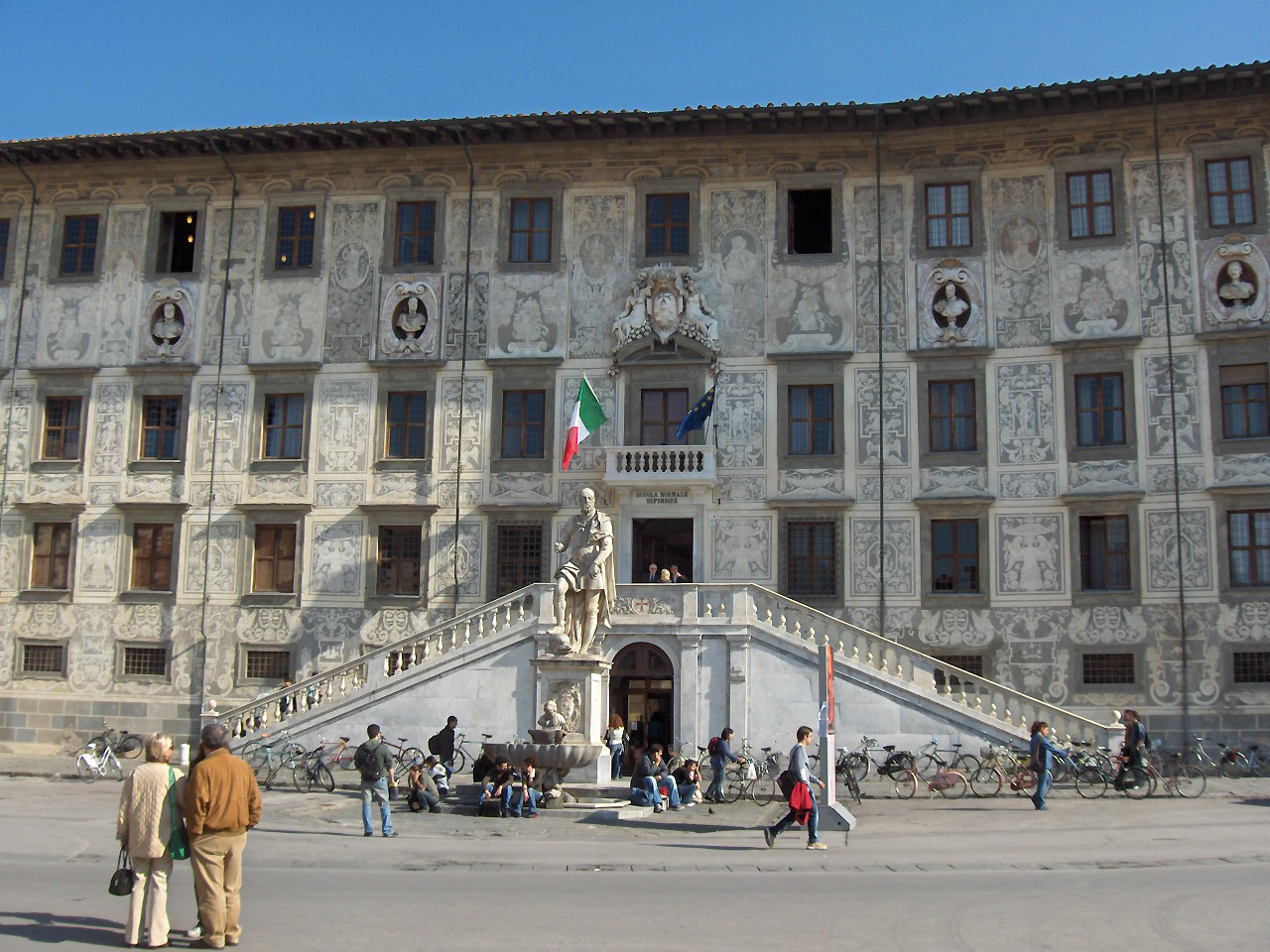
Le palazzo dei Cavalieri à Pise, siège de l'ordre.

Les campagnes militaires peuvent être regroupées en trois phases :
1. la première (vers 1570) voit l'ordre déployer ses forces pour la défense de l'Espagne contre les Ottomans, et celle de Malte (1565), à la bataille de Lépante (1571) elle participe avec douze galères et la prise de Bône en Algérie ;
2. la seconde, après la reconnaissance du caractère offensif de l'ordre, contre les Turcs et les barbaresques le long des côtes méditerranéennes; de cette période datent une série d'incursions sur les îles de la mer Égée sous domination turque, le campagne en Dalmatie et à Negroponte et la guerre de Corfou ;
3. la troisième (vers 1640) avec une diminution de l'activité militaire en faveur des travaux de cartographie et des défenses de la côte ; à cette époque, l'Ordre fournit son aide aux Vénitiens contre les ottomans.

La dernière action militaire date de 1719 : le grand-duc Pietro Leopoldo à la fin du Settecento promeut une réorganisation interne de l'Ordre, éliminant la composante militaire et le transformant en un institut destiné à la préparation de la classe dirigeante toscane. La loi sur la réorganisation de la noblesse toscane de 1749 s'est inspirée des statuts et des principes de cet ordre chevaleresque.

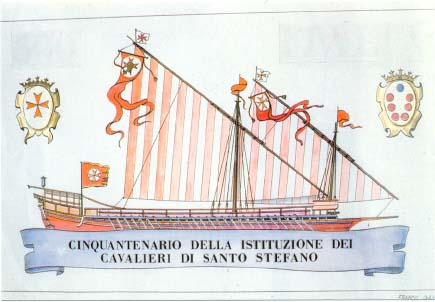
Galère de l'ordre de Saint-Étienne, pape et martyr. Dessin réalisé à l'occasion du cinquantenaire de l'ordre, en 1611.

Drapeau des galères de l'Ordre de Saint-Étienne, 1562-fin du XVIIIe siècle

Une première tentative de suppression a lieu à l'époque napoléonienne, le 9 avril 1809, mais Ferdinand III de Toscane le rétablit le 22 décembre 1817 avec quelques modifications statutaires. Une deuxième tentative de suppression de l'Ordre a lieu en 1859, lors de l'unification de la Toscane au royaume de Sardaigne, mais cette suppression n'a d'effet que sur les propriétés, car l'ordre de Saint-Étienne, qui a été fondé comme un ordre religieux perpétuel (perpetuo) par un pape, ne peut être supprimé que par une bulle pontificale et il est donc encore pleinement opérationnel aujourd'hui. En outre, l'Ordre était lié à la dynastie grand-ducale qui en avait le grand magistère in affidamento et celui-ci ne revenait pas à l’État ni à son territoire. Ferdinand IV et ses successeurs ont continué à octroyer l'ordre, mais avec parcimonie.
En 1587, le pape Sixte V, suivant une sollicitation du grand-duc de Toscane Cosme Ier, permet à l'ordre de récupérer les biens issus de l'abolition de l'ordre de Saint-Jacques d'Altopascio (en), aussi connu comme les Chevaliers du Tau. En France, cet ordre est finalement absorbé par celui de Saint-Lazare de Jérusalem en 1672.

## Objectifs
Créé dans la lignée des ordres de Jérusalem et des ordres espagnols, l'ordre de Saint-Étienne se voulait comme un ordre de défense de la foi et de lutte contre les Ottomans et la piraterie barbaresque en Méditerranée, et en particulier dans la mer Tyrrhénienne, où Cosme avait depuis peu fait construire le port de Livourne. Il souhaitait également que l'ordre réconcilie la noblesse toscane récemment réunie sous sa couronne (en particulier la noblesse siennoise et pisane) et voulut donner un signe fort de soutien à l'Église catholique romaine, menacée par les Turcs et les protestants. De manière plus générale, on peut dire que l'objectif ultime de Cosme n'était rien de plus que renforcer son autorité et son prestige à l'intérieur et l'extérieur du grand-duché.

## Organisation interne

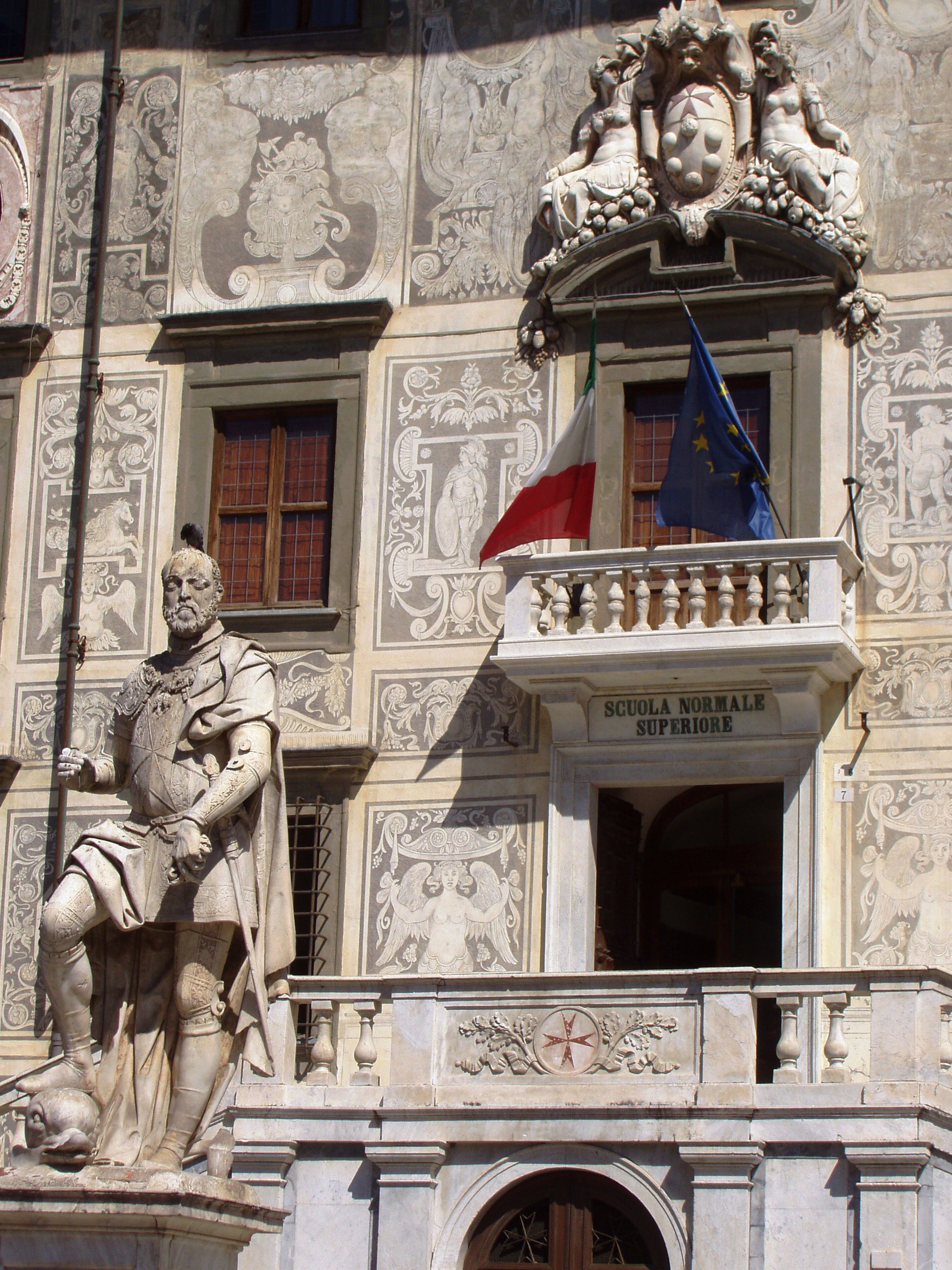
Détail du Palazzo della Carovana avec le blason des Médicis, de l'ordre, et la statue de Cosme Ier.

À ses débuts, l'ordre est généreusement financé par le grand-duc, puis par des achats judicieux des fermes et terrains agricoles, qui viennent augmenter son patrimoine et lui permettent de devenir parmi les plus grands producteurs et marchands de blé de la Toscane.
L’ordre est divisé en trois classes de participants, chacune d'entre elles divisée en deux catégories : les soldats (conventuels et commandants), les prêtres (conventuels et d’obédience) et les servants (d'arme et d'étal, ils n'appartiennent pas vraiment à l'ordre). L'appartenance à chaque niveau requiert des exigences précises : seuls ceux qui pouvaient prouver détenir quatre quartiers de noblesse (c'est-à-dire, la noblesse de tous leurs grands-parents, paternels et maternels) étaient éligibles pour les postes de chevaliers ou de prêtres conventuels. Les chevaliers étaient tenus de prononcer les trois vœux de chasteté conjugale, d'obéissance et de charité, et ces vœux sont restés dans les différents statuts de l'ordre, jusqu'à présent; seul le grand-maître était dispensé de ces vœux. Il existait d'autres récompenses du mérite et d'autres classifications hiérarchiques liées à l'organisation interne de l'ordre, comme prieurs ou bailli.
Avant d'intégrer l'ordre, il fallait suivre trois ans de noviciat, pendant lequel les aspirants apprenaient des notions de géométrie, cosmographie arithmétique, dessin, cartographie, et la pratique des armes à pointe et à feu, ils devaient également embarquer sur une galère de l'Ordre.
La charge de Grand Maître de l'Ordre avait été confiée par le pape au chef de la famille grand-ducale de Toscane. Le gouvernement interne était régi par un chapitre interne, l'assemblée de tous les chevaliers, qui avait lieu tous les trois ans; par un gouvernement provincial (conseil qui sera rapidement démantelé) et par un conseil des chevaliers composé initialement de douze membres (avant d'être réduit à cinq grandes charges). En pratique, cependant, l'autorité était concentrée dans les mains de l'auditore, choisis directement par le roi, puis soumis au chevalier de grand-croix, les grands dignitaires de l'Ordre qui se spécialisent dans divers secteurs de l'organisation.
|           |            |                       |
| Chevalier | Commandant | Chevalier grand-croix |

### Membres dans l'histoire
Le Chevalier de l'Ordre, Baldassare Suarez a commandé au peintre Santi di Tito, un tableau représentant Le Christ mort pleuré par la Vierge, saint Jean-Baptiste, sainte Catherine d'Alexandrie et Baldassare Suarez. Daté des années 1575-1580, il était destiné à la chapelle de la Forteresse de Basso et le chevalier y est représenté avec les insignes de l'Ordre. Il est aujourd'hui conservé à la galerie de l'Académie de Florence.

## Situation actuelle
L'ordre compte actuellement environ 75 chevaliers (bailli grand-croix de justice, chevaliers et chevaliers grand-croix de justice, prêtres et aumôniers) et son grand-maître est S.A.I. et R. le prince Sigismond de Habsbourg-Toscane archiduc d'Autriche, chef de la maison grand-ducale de Toscane; le comte Neri Capponi, professeur et avocat, en est grand chancelier; le docteur don Domenico Serlupi Crescenzi Ottoboni, en est le vice-chancelier; ainsi que deux baillis grand-croix de justice. Pour la partie spirituelle, par un aumônier majeur nommé au sein de l'ordre tel que requis par les statuts.
Légalement, aujourd'hui l'ordre est organisé comme une association publique cultuelle (Associazione pubblica di fedeli di fondazione pontificia). Il est prévu dans les statuts et par des règlements spéciaux, en continuité absolue avec les statuts anciens, la profession de vœux de chasteté conjugale, la charité et d'obéissance (professione stefaniana), desquels seul le grand maître peut se dispenser. Actuellement, il y a deux chevaliers de justice profex. La réception dans l'ordre, se fait après démonstration de la possession des exigences en matière de noblesse, à savoir, que ses ancêtres paternels et maternels appartiennent à quatre familles de « noblesse généreuse », de 200 ans chacun.
L'ordre est reconnu par l’État italien comme « ordre dynastique non national » (ordine dinastico non nazionale), à travers les autorisations concédées par le ministère des Affaires étrangères. L'ordre souverain de Malte reconnaît l'ordre de Saint-Étienne pape et martyr. Ses deux derniers grands maîtres ont été décorés de la grand-croix de justice de l'ordre de Saint-Étienne.
L'ordre se reconnait, au niveau régional, national et international, par la croix rouge octogonale (croce rossa ottagona), concédée en 1562 par le pape Pie IV en signe d'approbation des statuts. Se fondant sur le principe que prior in tempore potior in iure la croix octogonale rouge est encore réservée à l'usage exclusif de l'ordre de Saint-Étienne pape et martyr, et, comme telle, elle est protégée contre ceux qui veulent en faire un usage indu au sein de la chevalerie.
Il existe à Pise l'Institution des chevaliers de Saint-Étienne (Istituzione dei Cavalieri di Santo Stefano) fondation italienne créée en 1939 qui, en compagnie de l'Académie de marine des chevaliers de Saint-Étienne (Accademia di Marina dei Cavalieri di Santo Stefano), toutes deux indépendantes de l'ordre, s'occupent du maintien de la mémoire de l'histoire de l'ordre.

## Sources et bibliographie
- (it) Cet article est partiellement ou en totalité issu de l’article de Wikipédia en italien intitulé « Ordine di Santo Stefano Papa e Martire » (voir la liste des auteurs).

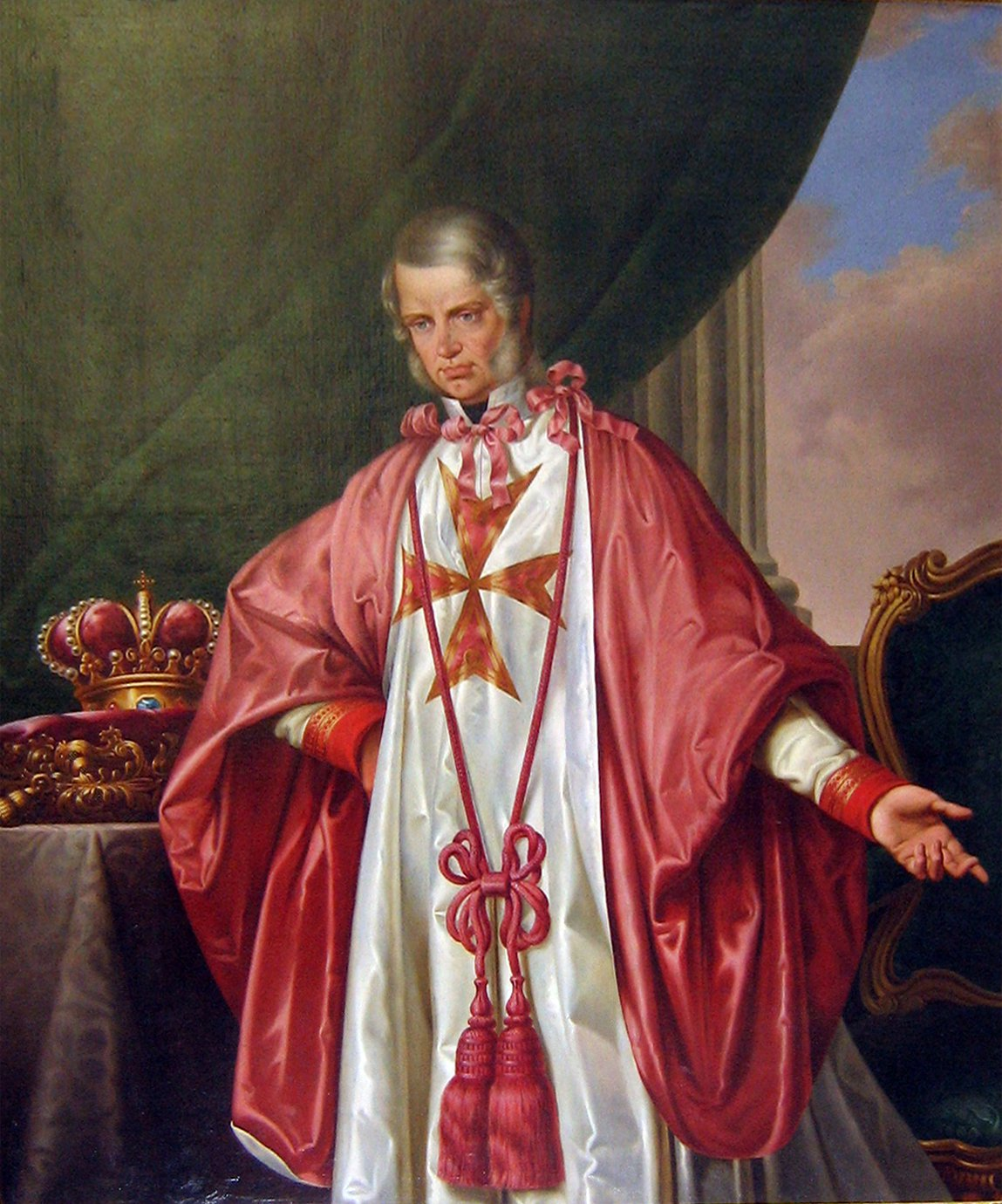
Leopoldo II

- (it) Gino Guarnieri, L'ordine di Santo Stefano, Pise, 1966.
- (it) L'Ordine di Santo Stefano e l'amministrazione delle sue fattorie, Pise, Ets, 1999
- (it) Stefano Sodi e Stefano Renzoni, La chiesa di Santo Stefano e la piazza dei Cavalieri, collana Mirabilia Pisana, edizioni Ets, Pise, 2003
- (it) Rodolfo Bernardini, Il Sacro Militare Ordine di Santo Stefano Papa e Martire, Ordine dinastico-familiare della Casa Asburgo Lorena, Pise, 1990.
- (it) Licurgo Cappelletti, Storia degli Ordini Cavallereschi, ristampa anastatica, Sala Bolognese, 1981.
- (it) Luigi Cibrario, Descrizione storica degli ordini cavallereschi antichi e moderni, Naples 1894.
- (it) Franco Cuomo, Gli Ordini cavallereschi nel mito e nella storia, Rome, 1992.
- (it) Raffaele Cuomo, Ordini Cavallereschi Antichi e Moderni, vol. II, Naples, 1894.
- (it) Fabrizio Ferri, Ordini Cavallereschi e Decorazioni in Italia, Modène, 1995.
- (it) Insigne Sacro Militare Ordine di Santo Stefano Papa e Martire, Ruolo e Statuto, Pise, 2002.
- (en) Guy Stair Sainty, The Imperial and Royal House of Habsburg-Lorraine ()
- (it) Domenico Libertini, Dagli antichi cavalieri agli attuali ordini cavallereschi, Città di Castello, 2009.
- (it) Pier Felice degli Uberti, Ordini Cavallereschi e Onorificenze, De Vecchi Editore, Milan, 1993.
- (it) Gaetano Moroni, Dizionario di erudizione storico-ecclesiastica, vol. LXX, Venise; 1854.
- Luigi Monga, Galères toscanes et corsaires barbaresques. Le journal d’Aurelio Scetti, galérien florentin (1565-1577). Traduction et avant-propos d’Alain Blondy, Paris, Bouchène, 2008, 208 p.  (ISBN 978-2-35676-001-2)
- (de) Gregor Gatscher-Riedl, Mario Strigl, Die roten Ritter. Zwischen Medici, Habsburgern und Osmanen. Die Orden und Auszeichnungen des Großherzogtums Toskana. Vienne 2014  (ISBN 978-3-9503061-5-6).

## Voir également